# Frédéric de Haenen

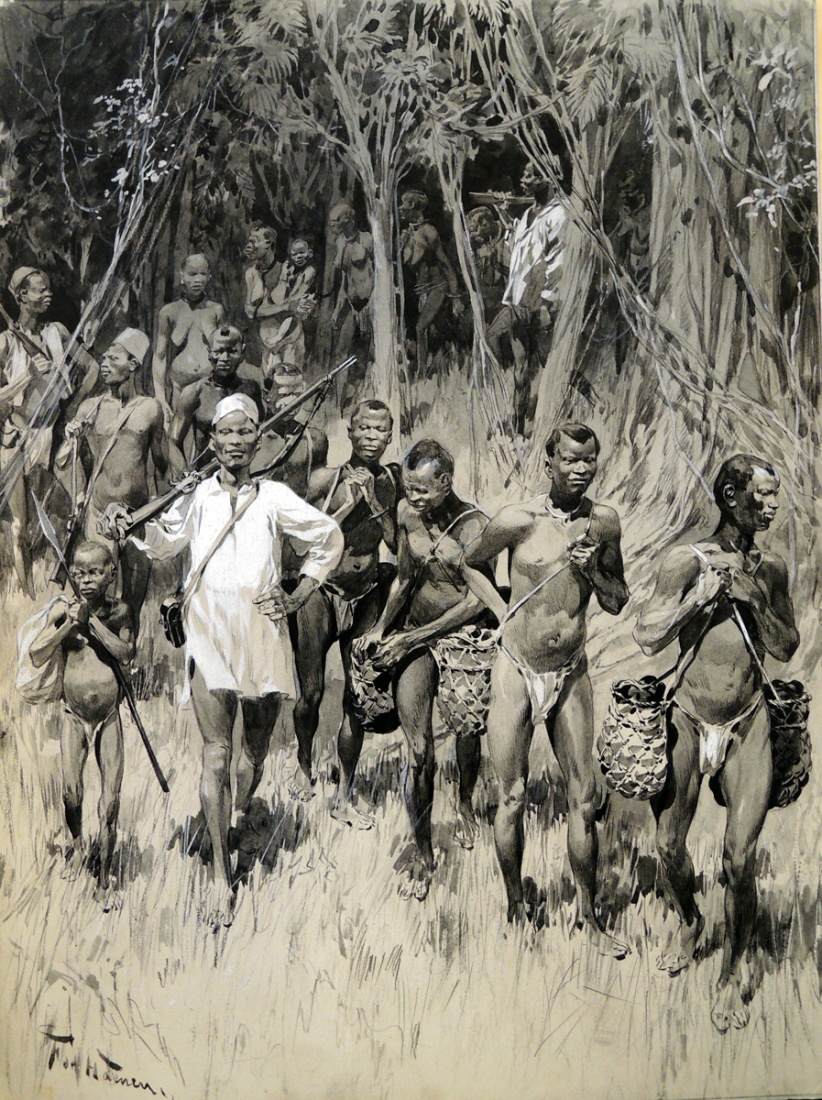
Hoe de blanke man handel drijft in de Congostaat: aanvoeren van rubber en gijzelaars (1906, The Graphic)

Frédéric de Haenen (Utrecht, 1853 - Île-de-Bréhat, 1928) was een Nederlandse schilder en illustrator die zich in Parijs vestigde en tot Fransman liet naturaliseren.

## Loopbaan
Om materiaal te bekomen ondernam de avontuurlijk ingestelde Haenen vele reizen, die hem onder meer naar Centraal-Afrika en Rusland brachtten. Gedurende meer dan dertig jaar leverde hij vanuit Parijs bijdragen aan het blad L'Illustration (1888-1923). Van 1900 tot 1918 verlegde hij zijn uitvalsbasis naar Engeland. Hij werd Afrikacorrespondent voor het magazine The Graphic (1900-1910) en werkte ook voor The Illustrated London News. 
Na de Eerste Wereldoorlog keerde hij terug naar Frankrijk. Hij vestigde zich op het Bretonse eiland Bréhat, waar hij een fantasievol kasteeltje liet bouwen bij Terre Blanc (Krec'h Gwen). Hij schilderde er tot zijn dood en werd begraven op het plaatselijke kerkhof.

## Werk
- Russia (1913) op archive.org (96 illustraties)

- Bibliothèque nationale de France: cb148979186 (data)
- Gemeinsame Normdatei: 1161044183
- International Standard Name Identifier: 0000 0000 0270 7908
- Library of Congress Control Number: no2015080533
- Nationale Bibliotheek van Tsjechië: hka20191030715
- RKD-Nederlands Instituut voor Kunstgeschiedenis: 113793
- Système universitaire de documentation: 165026472
- Virtual International Authority File: 76584192
- WorldCat: E39PBJycTcQCTrdv7TWwGMwKVC